# Bryoptera hypomelas
Bryoptera hypomelas är en fjärilsart som beskrevs av William James Kaye 1901. Bryoptera hypomelas ingår i släktet Bryoptera och familjen mätare. Inga underarter finns listade i Catalogue of Life.